# Языки «Звёздных войн»
Языки́ в се́рии фи́льмов «Звёздные во́йны» — это вымышленные языки, на которых в киновселенной Джорджа Лукаса построена часть диалогов между героями. Лингва франка франшизы является так называемый основной галактический язык (англ. Galactic Basic). Кроме того, некоторые герои говорят на языках, отличных от базового галактического: например, Чубакка разговаривает на языке шириивук, R2D2 и BB-8 говорят на машинном языке, а Джабба Хатт — на хаттском. Языки, созданные для фильмов, подвергались критике как не являющиеся нормальными искусственными языками, вместо этого создающие простое впечатление полностью развитого языка. Использование сильно акцентированного английского языка для инопланетных персонажей также подвергалось критике за то, что оно способствовало насаждению расовых стереотипов.

## Разработка
Вымышленные языки кинофраншизы были разработаны во время звукового дизайна Беном Бёрттом, который был звукорежиссёром как оригинальной, так и приквельной трилогии. Он создавал диалоги преимущественно из таких языков, как язык кечуа (который является лингва франка для Южной Америки), суахили (лингва франка Африки) и тибетского. Такой метод был применён, в частности, в фильме Пробуждение силы». Бёртт о процессе создания языков говорил следующее: «При создании проводились некоторые исследования и поиск существующего языка или нескольких языков, которые были экзотическими и интересными. Мы преследовали цель, чтобы наша аудитория — 99 процентов из них — никогда не поняла бы этот язык». Эта методология для создания звуков чуждых языков была перенесена в производство фильма «Пробуждение силы». Режиссёр Джей-Джей Абрамс попросил профессиональную певицу Сару Форсберг, которой не хватало профессионального опыта в области лингвистики, но она создала серию вирусных видео «Как звучат языки для иностранцев» на YouTube, чтобы распространить диалог, произнесённый индонезийским актёром Яяном Рухьяном. Форсберг было предложено послушать европейские и азиатские языки, и она выбирала слова из гуджарати, хинди и других азиатских языков, а также индонезийского и сунданского, родного языка Рухьяна. Она также слушала языки, которые она не понимала, чтобы лучше структурировать слова и предложения и делать их правдоподобными. Во время производства приквельной трилогии Лукас настаивал на том, чтобы написанный текст во всех фильмах выглядит как нечто похожее на английский алфавит, насколько это возможно, и сильно противоречит английским символам на экранах и вывесках. В разработке шрифтов для использования в фильме «Атака клонов», включая мандалорские и геономические шрифты, графический художник Филипп Мецчан создал алфавиты, в которых не было двадцати шести букв, как в английском алфавите.

## Базовый галактический
Galactic Basic (основной галактический, стандартный галактический, общегалактический, общий язык или общегал) является лингва-франкой во вселенной Звёздных войн. Общий галактический был основан на некоторых ранних человеческих, дуросском и ботанском языках и использовался в среде торговцев и путешественников. Далее, в 25 052 ДБЯ он стал основным языком для Галактической Республики и других государств, учреждённых на её месте. Основной язык используется прежде всего в дополнение к родному местному языку для облегчения коммуникации с представителями других племён, рас и планет. В случае, если физические возможности для общения на общегале отсутствуют, необходимо хотя бы понимать его. В киновселенной «Звёздных войн», помимо искусственных языков, были также придуманы и отдельные слова, собранные из слов английского языка.
Примеры:
- speciesism («видовщина», аналог расизма, только в отношении других видов);
- hyperspace (гиперпространство);
- offworlder («иномирянин», аналог иностранца, только в отношении выходцев с других планет);
- youngling (младшие ученики Храма джедаев);
- gentlebeing (аналог понятия «джентльмен», в отношении нечеловеческих рас);
- некоторые технические термины: мидихлорианы, дроид и т. д.[4]

### Диалекты и акценты
В ходе использования общегала различные культуры и цивилизации Галактики создали следующие диалекты:
- гунганский;
- кореллианский;
- неймодианский;
- калишский;
- корусантский.

Лукас хотел уравновесить американские акценты и британские акценты между героями и злодеями оригинального фильма. Он также стремился сохранять акценты «нейтральными», отметив атлантический акцент Алека Гиннесса и Питера Кушинга, и указания Энтони Дэниелсу говорить с американским акцентом. В критическом комментарии к эпизоду I «Скрытная угроза» Патриция Уильямс из журнала The Nation предположила, что существует корреляция между акцентом и социальным классом, отметив, что джедаи говорят «британскими акцентами», в то время как женщины Набу и белые рабы, такие как Энакин и Шми Скайуокер, «говорят с грубой, решительной невинностью американцев среднего класса». Чтобы принять решение об озвучке Нута Ганрея, персонажа с планеты Неймодия, которого играл Силас Карсон, Лукас и Рик МакКаллум слушали актёров из разных стран, читающих строки из сценария Карсона. В конце концов, они выбрали английский язык с сильным тайским акцентом, и Карсон переписал диалог, чтобы подражать манере актёра из Таиланда. Акцент Ганрея был описан критиками как «голливудский восточный», что способствовало критике Ганрея как азиатского стереотипного персонажа. Акцент Уотто был также подвергнут критике, так как он был основан на антисемитских и антиарабских коннотациях.

### Нестандартный основной язык
Йода использует нестандартный синтаксис Основного языка, в первую очередь строя предложения в объектно-субъектном порядке слов «дополнение-подлежащее-сказуемое», редком в естественных языках. Этот способ построения предложений упоминается как «умный способ того, чтобы заставить речь казаться чуждой» и характеризует его реплики как «смутно загадочные, добавляющие ему таинственности». Отмечается, что эта тенденция характерна для англоязычной аудитории; порядок слов сохраняется, к примеру, в эстонском дубляже, где это грамматически верно, но необычно и выразительно. В чешском дубляже использован порядок «подлежащее-дополнение-сказуемое».
Персонажи-гунганы, в частности Джа-Джа Бинкс, говорят с сильным акцентом основного языка, описанного критиками как «пиджин с карибским акцентом», «пиджин с примесью языков Западной Африки, Карибского бассейна и афро-американских языковых стилей», «очень похожий на ямайское патуа, хотя и очень редуктивный, даже инфантилизированный», и наводит на мысль о стереотипной афро-американской культуре. Это было упомянуто как признак, который привёл к критике видов Гунгана как воспроизводящих оскорбительные стереотипы или карикатуры. В русском дубляже в качестве гунганского говора используется кяхтинский язык.

### Ауребеш
Ауребеш — это система письма, используемая для представления разговорного общегала и наиболее часто встречающаяся форма письменного языка в франшизе «Звёздных войн».
Алфавит был основан на символах, разработанных Джо Джонстоном для оригинальной трилогии. Дизайн Джонстона, получивший название Star Wars 76, был переработан в шрифт и снова использовался в «Атаке клонов». В начале 1990-х годов Стивен Крейн, арт-директор West End Games, заинтересовался шрифтом, который он увидел на Звезде Смерти. Он стремился превратить символы в полноценный алфавит, который будет использоваться в лицензированных продуктах Star Wars, прежде всего, чтобы позволить игрокам записывать на нём имена своих персонажей. После копирования букв со скриншотов вручную он стандартизовал буквы на основе символов, похожих на шрифт Eurostyle. Он назвал и присвоил значение каждой букве, а сам шрифт назвал «Ауребеш» из названий первых двух букв: аурек и беш. После того как Крейн закончил алфавит, Lucasfilm запросил копию для распространения другим лицензиатам. За месяц до релиза «Пробуждения силы», выпущенного в декабре 2015 года, Google Переводчик добавил функцию перевода текста на ауребеш.